# Municipio de Union (condado de Champaign)
El municipio de Union (en inglés: Union Township) es un municipio ubicado en el condado de Champaign en el estado estadounidense de Ohio. En el año 2010 tenía una población de 2210 habitantes y una densidad poblacional de 22,7 personas por km².

## Geografía
El municipio de Union se encuentra ubicado en las coordenadas 40°3′52″N 83°38′36″O / 40.06444, -83.64333. Según la Oficina del Censo de los Estados Unidos, el municipio tiene una superficie total de 97.35 km², de la cual 97.28 km² corresponden a tierra firme y (0.07%) 0.07 km² es agua.

## Demografía
Según el censo de 2010, había 2210 personas residiendo en el municipio de Union. La densidad de población era de 22,7 hab./km². De los 2210 habitantes, el municipio de Union estaba compuesto por el 97.15% blancos, el 1.09% eran afroamericanos, el 0.05% eran amerindios, el 0.45% eran asiáticos, el 0.14% eran isleños del Pacífico, el 0.23% eran de otras razas y el 0.9% pertenecían a dos o más razas. Del total de la población el 0.86% eran hispanos o latinos de cualquier raza.